# Manhunt (Prison Break)
Manhunt este primul episod din sezonul al 2-lea al serialului de televiziune Prison Break.